# Wichrau
Wichrau, ehm. Windenau, polnisch Wichrów ist eine rund 430 Einwohner zählende Ortschaft mit Schulzenamt in der zweisprachigen Landgemeinde Radlau / Radłów im Powiat Oleski in der Woiwodschaft Oppeln.

## Geografie
Wichrau liegt im Nordosten der Woiwodschaft Oppeln, nordöstlich der Kreisstadt Olesno (Rosenberg O.S.) und im Norden Oberschlesiens.

## Geschichte

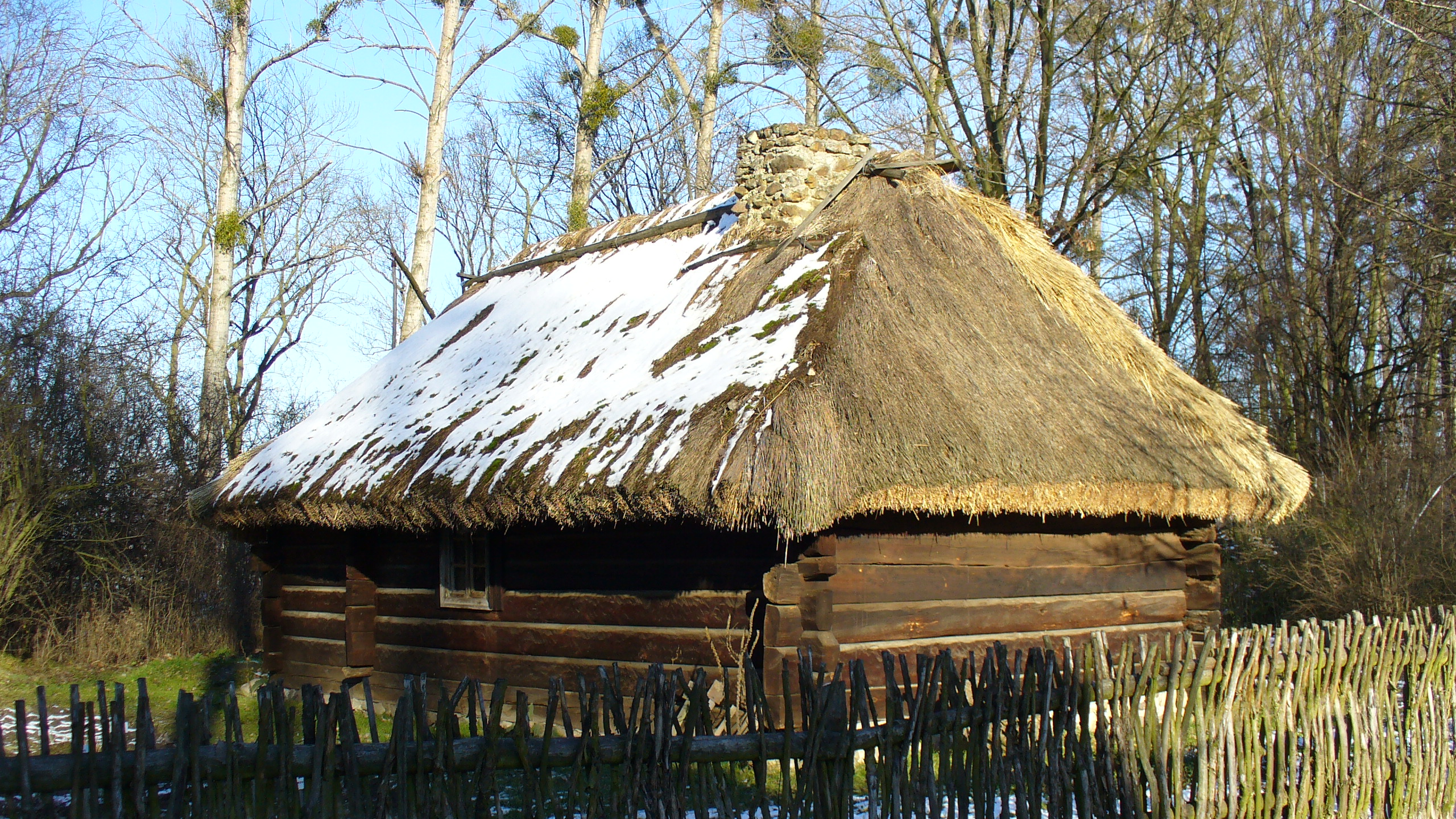
Altes Bauernhaus aus Wichrau im Freilichtmuseum Opole

Im Februar 1428 wird Windenaw in einem Bericht der Stadt Görlitz über die Hussitengräuel in Schlesien als ausgebrannt vermeldet.
Der heutige poln. Ortsname Wichrów soll sich wahrscheinlich von dem Personennamen Wicher ableiten und möglicherweise bereits im 16. Jahrhundert im Gebrauch gewesen sein.
Zwischen dem 27. April 1936 und 1945 hieß der Ort Windenau. Am 1. April 1939 wurde Windenau in den Ort Grunsruh eingegliedert. Bis 1945 war Windenau Teil des Landkreises Rosenberg O.S.
1945 kam Windenau unter polnische Verwaltung und wurde in Wichrów umbenannt und an die Woiwodschaft Schlesien angeschlossen. Mit der Aufteilung der Woiwodschaft Schlesien in die Woiwodschaft Oppeln und Kattowitz kam der Ort zur Woiwodschaft Oppeln. Von 1975 bis 1998 lag Wichrau in der Woiwodschaft Tschenstochau. 1999 kam der Ort nach der Auflösung der Woiwodschaft Tschenstochau wieder zur Woiwodschaft Oppeln und zum wiederhergestellten Powiat Oleski.
2006 wurde Wichrau mitsamt der Gemeinde Radlau offiziell zweisprachig und im September 2008 wurden zweisprachige Ortsschilder aufgestellt.

### Einwohnerentwicklung
Die Einwohnerzahlen von Wichrau nach dem jeweiligen Gebietsstand:
| Jahr | Einwohner |
| ---- | --------- |
| 1783 | 224       |
| 1845 | 474       |
| 1910 | 550       |
| 1925 | 536       |
| 1933 | 510       |